# Bothriochloa woodrovii
Bothriochloa woodrovii là một loài thực vật có hoa trong họ Hòa thảo. Loài này được (Hook.f.) A.Camus mô tả khoa học đầu tiên năm 1931.